# Franc Flere
Franc Flere, slovenski harmonikar, * 3. julij 1945, Krtina, † 9. september 2017.
Franc Flere je bil slovenski harmonikar in skladatelj ter vodja Ansambla Franca Flereta. Več njegovih skladb je postalo uspešnic, morda najbolj poznana je Ljubezen mamina.

## Življenje
Rodil se je 3. julija 1945 v Krtini pri Domžalah. očetu Francu (* 2. april 1900 - † 26. september 1982) in materi Pavli (* 26. maj 1905 - † 23. marec 1998). Harmoniko je začel igrati že kot otrok, še pred tem pa se je rad igral, da jo že ima, saj je večkrat vzel kakšno škatlo od čevljev, si jo pripasal na rame in ob tem pel. Preden je šel k vojakom, se je prijavil na oddajo Pokaži, kaj znaš, vendar so ga zavrnili, saj je igral takrat še zelo nepriljubljeno diatonično harmoniko. Po vrnitvi domov je leta 1963 ponovno poskusil, tokrat zelo uspešno - ne samo, da je bil sprejet, v oddaji je celo zmagal.
Pot na Radio Ljubljana sta mu odprla Vilko Ovsenik in Boris Kovačič, ki sta v njem prepoznala izjemen čut za glasbo. Pozneje jima je za dano priložnost vselej izkazoval javno hvaležnost. Leta 1965 je ustanovil svoj Ansambel Franca Flereta. Prvo ploščo so posneli leta 1969, ko sta v triu z njim igrala kitarist Janez Omahna in basist Ciril Jerman. Pozneje se je zasedba večkrat spremenila. Z ansamblom je nastopil tudi na prvih treh izvedbah Festivala narodnozabavne glasbe Ptuj in bil vedno nagrajen z nagrado za najboljšo inštrumentalno izvedbo. Bolj kot po odličnih festivalskih nastopih pa so si ga Ptujčani zapomnili po neumornem igranju po festivalu, kjer je še dolgo zabaval množico.
Na festivalu so z njimi nastopile tudi sestre Potočnik, vendar skupnih studijskih posnetkov niso naredili. Ker ni imel stalnih pevcev, so mu za studijska snemanja dodelili Kvartet DO, ki so pozneje sestavljali tudi polovico Slovenskega okteta. Pozneje je sodeloval z različnimi solo pevci ali dueti, pa tudi tercetom Lokvanj, ki so ga sestavljali Tone Rus, Franc Pupis in Franc Kramar, ki so sodelovali tudi v znanem ansamblu Fantje z vseh vetrov.
Njegove najbolj poznane pesmi so Ljubezen mamina, Marjetka, Belo pismo in Rdeči nageljni. Posebno zanimivo je dejstvo, da je prav za njegov ansambel svoje prvo besedilo napisal tudi priznan pisatelj in besedilopisec Ivan Sivec. Prva besedila zanj je sicer pisal Ivan Malavašič. Skupno je v bazi združenja SAZAS registriranih 118 njegovih del.
Zasebno je bil Franc Flere oče treh hčera in dedek sedmih vnukov. Dve hčeri sta poročeni z glasbenikoma, in sicer Irena z basistom Ansambla Svetlin Tomažem Svetlinom, Marjetka pa s pevcem nekdanjega zelo priljubljenega Ansambla Slapovi Jožetom Skubicem. Tretji hčeri je ime Barbara.
Zadnja leta je preživel v domu upokojencev v Šmarjeti. Umrl je 9. septembra 2017.

## Diskografija
Albumi, ki jih je izdal Fleretov ansambel:
- Proti vasi (1969)
- Pod oknom (1971)
- Ko jutranja zarja (1972)
- Kje je domača vas (1973)
- Rdeči nageljni (1978)
- Belo pismo / Marjetka (1991)
- Belo pismo (1995)
- Za tvoj najlepši dan
- Bila sem premlada
- Mlado dekle (2008)
- Zlate melodije iz glasbene skrinje 1 (2009)
- Zlate melodije iz glasbene skrinje 2 (2010)

## Biografija
Pisatelj Ivan Sivec je o Francu Fleretu napisal 3 knjige, in sicer Godec pred peklom (1989, ponatis 1994), Godec v vicah (2000) in Godec v nebesih (2010). Vse tri knjige opisujejo življenjsko pot Franca Flereta pod psevdonimom Franc Kranjc.